# Sosed gora
Sosed gora je pesniška zbirka za odrasle Svetlane Makarovič, ki je izšla leta 1980 pri založbi Obzorja.

## Vsebina
Pesniško zbirko sestavlja 27 pesmi, ki predstavljajo odnos med človekom in naravo. Človek je za naravo mrtev. Narava prevladuje s svojo mogočnostjo in neminljivostjo, človek je v ozadju s svojo minljivostjo.   
V pesmih prevladuje temačno baladno vzdušje. Pojavljajo se značilne pesničine metafore (trava mračnica, vešča, torklja, Jelengar, beli pelin, črno proso, čemerika, kamen mati), kontrastne barve (bela-črna), pomanjševalnice in predmeti, ki v pesmih dobivajo simbolni pomen. Vse pa je obrnjeno v temno notranjost. Prevladuje tema smrti. 
Pesnica združuje motiviko ljudskih pesmi, ki jih avtorsko predstavi, s spoznanji, da je človek za naravo mrtev.

## Vir
- Svetlana Makarovič: Sosed gora. Maribor: Obzorja, 1980.